# Bitwig Studio
Bitwig Studio — компьютерная программа для создания и записи музыки (цифровая звуковая рабочая станция), разработанная немецкой компанией Bitwig, основанной бывшими разработчиками станции Ableton Live. 
Основная особенность — кросплатформенность, поддерживаются Windows, Mac OS, Linux (deb-пакет) на компьютерах архитектуры x86. Также программа использует возможности многоядерных процессоров, поддерживают до трёх дисплеев. Реализована поддержка VST-инструментов в третьей редакции стандарта со встроенным 32/64-битным мостом и защитой от сбоя. Среди прочих особенностей — собственная тайм-стретч-технология и гибкая система контейнеров и модуляций, при этом функциональные и интерфейсные решения в основном заимствованы из Ableton Live.
Стоимость экземпляра программы с годовой подпиской на обновления на сайте компании-разработчика — €379 (2018).

## История
Bitwig был основан и разработан в Берлине Класом Йохансоном, Пабло Сара, Николасом Алленом и Фолькером Шумахером в 2009 году. С 2010 года Плацидус Шелберт был генеральным директором после того, как в том же году он оставил свою должность менеджера по международным продажам в Ableton.